# Poročnik (Wehrmacht)
Poročnik (izvirno nemško Leutnant) je bil častniški čin v nemškem Heeru (kopenski vojski) in Luftwaffe (vojnemu letalstvu).
Nižji čin je bil Oberfähnrich (Heer) oz. Stabsfeldwebel (Luftwaffe), medtem ko je bil višji nadporočnik. V drugi veji Wehrmachta (Kriegsmarine) mu je ustrezal čin poročnika, medtem ko mu je v Waffen-SS ustrezal čin SS-Untersturmführerja.
V specialističnih rodovih mu je ustrezal čin: Assistenzarzt (vojaška medicina), Veterinär (vojaška veterina) in Musikmeister (vojaška glasba) (vsi v Heeru) in Flieger-Ingenieur (v Luftwaffe).

## Oznaka čina

### Heer
Oznaka čina poročnika je bila sledeča:
- naovratna oznaka čina (t. i. Litzen) je bila enaka za vse častnike in sicer dve ob strani povezani črti, pri čemer se je razlikovala barva podlage glede na rod oz. službo;
- naramenska oznaka čina je bila sestavljena iz štirih vrvic, ki so bile pritrjene na črno podlago v obliki U, pri čemer se je barva obrobne vrvice različna glede na rod oz. službo;
- narokavna oznaka čina (na zgornjem delu rokava) za maskirno uniformo je bila sestavljena iz ene zelene črte in enega para stiliziranih hrastovih listov na črni podlagi.

Galerija
- Naovratna oznaka čina
- Naramenska oznaka čina
- Narokavna oznaka čina

### Luftwaffe
Oznaka čina poročnika je bila sledeča:
- naovratna oznaka čina je bila sestavljena iz: srednje velikega hrastovega venca, enega para prekrižanih stiliziranih hrastovih listov, nad katerim se je nahajal en par stiliziranih kril; barva podlage se je raziskovala glede na rod oz. službo;
- naramenska oznaka čina je bila sestavljena iz štirih vrvic, ki so bile pritrjene na črno podlago v obliki U, pri čemer se je barva obrobne vrvice različna glede na rod oz. službo;
- narokavna oznaka čina (na zgornjem delu rokava) za bojno uniformo je bila sestavljena iz ene bele črte, nad katero se je nahajal en par belih stiliziranih kril na modri podlagi.

Galerija
- Naovratna oznaka čina
- Osnovna naramenska oznaka čina
- Narokavna oznaka čina